# The Treasures Within Hearts
The Treasures Within Hearts je první album od finské gothic-alternative metalové kapely Entwine.

## Seznam skladeb
1. „Thy Guiding Light“ - 6:25
2. „Deliverance“ - 3:48
3. „In The Frame Of Wilderness“ - 5:14
4. „My Mistress“ - 4:36
5. „Enjoy The Silence“ - 3:51
6. „Veiled Woman“ - 5:45
7. „Don't Let This Night Be Over“ - 6:18